# 比爾茲敦鎮區 (伊利諾伊州卡斯縣)
比爾茲敦鎮區（英語：Beardstown Township）是位於美國伊利諾伊州卡斯縣的一個行政鎮區。

## 地方資料
根據2010年美國人口普查的數據，比爾茲敦鎮區的面積為75.70平方千米，當中陸地面積為66.30平方千米，而水域面積為9.40平方千米。當地共有人口6,458人，而人口密度為每平方千米85.31人。